# Butsènit
|  | Aquest article tracta sobre la partida de Lleida. Si cerqueu el municipi de la Noguera, vegeu «Butsènit d'Urgell». |

Butsènit (o Butsènit de Lleida) és una partida de l'Horta de Lleida, al Segrià.

## Història i toponímia
L'origen del seu nom cal trobar-lo en una antiga tribu amaziga anomenada seneta o zanata. Així, Borch-Senet significaria 'torre dels senets' (o de la sénia); de l'evolució fonètica prové el nom de Butsènit.
Era una antiga torre transformada en la parròquia de Santa Maria de Butsènit, santuari el 1347, i que rebé el 1592 el trasllat de la cartoixa d'Ara Coeli.

## L'actualitat
Zona agrícola, hom hi conrea arbres fruiters i algun hort. Rep el pas tant del riu segre com de la séquia major del Canal de Pinyana. Algunes indústries s'hi han instal·lat aprofitant l'abundància d'aigua, entre les quals destaquen un escorxador avícola i algunes de transformació i conservació de fruites.
També és una zona de concentració d'oci en el sector de la restauració; al seu terme hom hi pot visitar fins a tres restaurants de gran tradició i anomenada entre els lleidatans, Cal Nenet, Can Rúbies i Carballeira.

## Població
L'any 2015 tenia 1.419 habitants.

## Geografia
Limita:
- Al nord amb la partida de la Caparrella.
- Al nord-est amb la partida de Plana de Gensana.
- A l'est amb la partida de Rufea.
- Al sud amb el terme municipal d'Albatàrrec.
- A l'oest amb el terme municipal d'Alcarràs.
- Al nord-oest amb la partida de Malgovern

| Malgovern | Caparrella | Plana de Gensana |
| Alcarràs  |            | Rufea            |
|           | Albatàrrec |                  |